# صخره مقدس

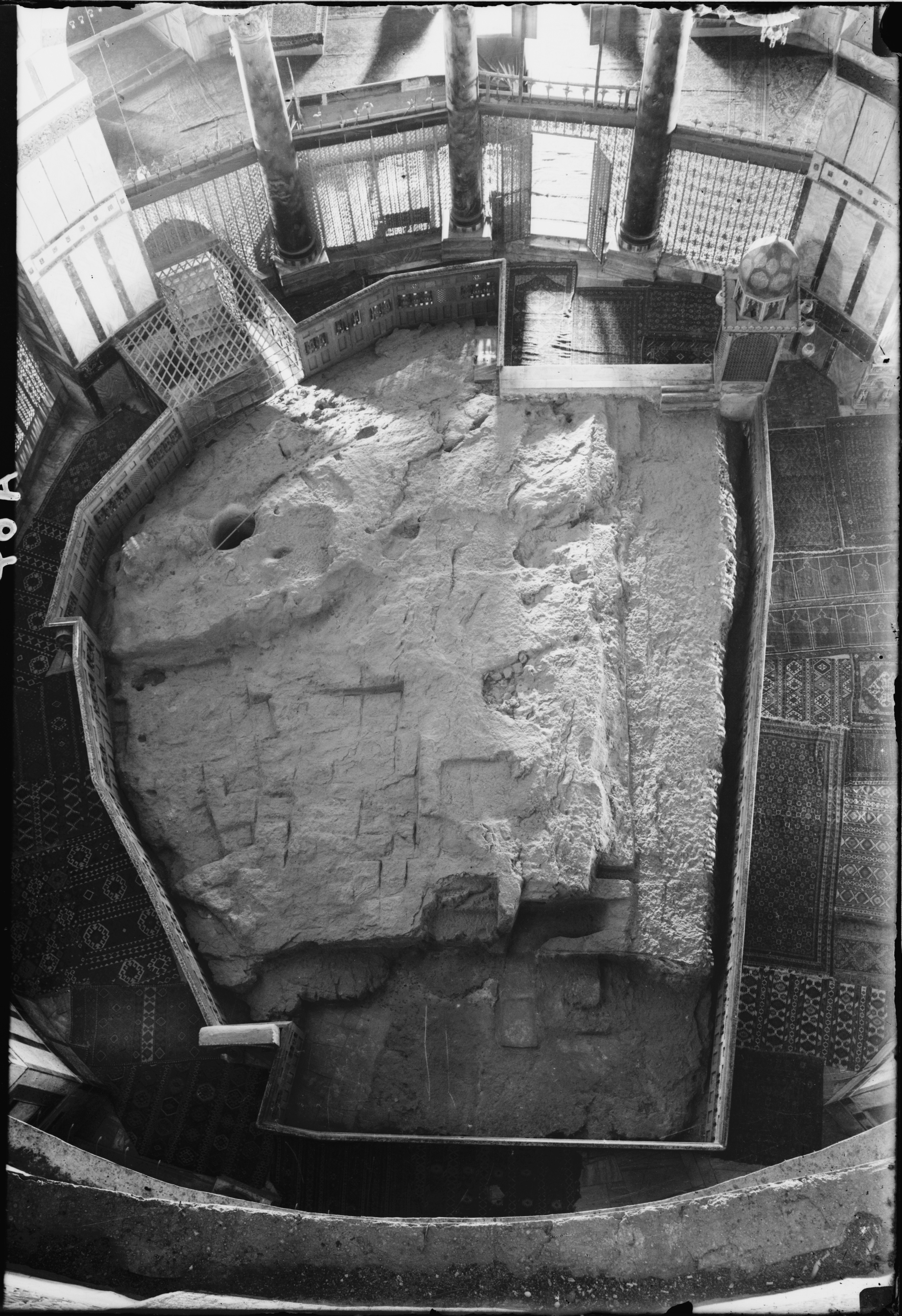
«صخره» که در زیر قبة الصخره قرار گرفته‌است. سمت جنوب در جهت بالای تصویر است

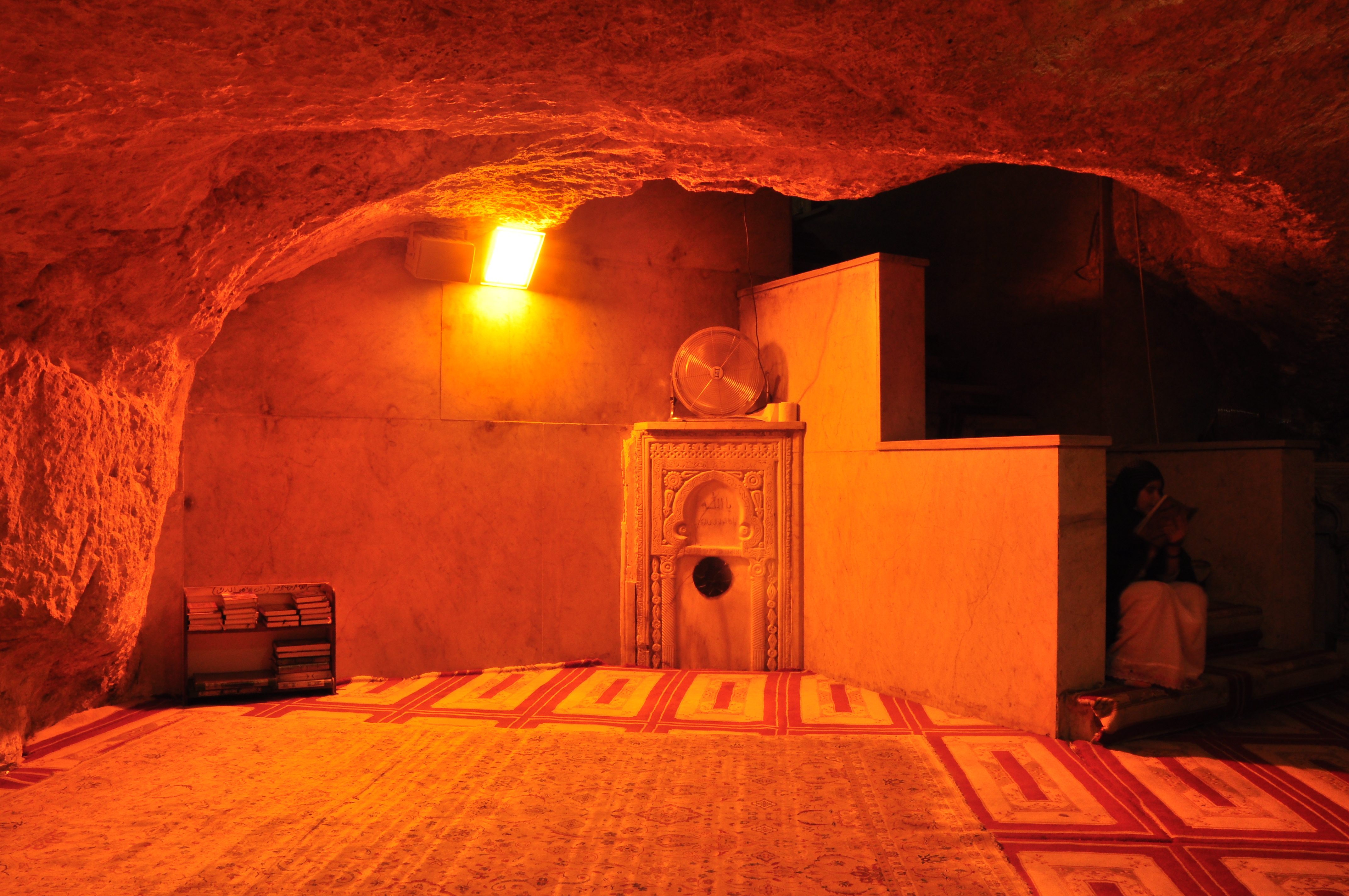
مسجد الصخره

صخره مقدس یا صخره به سنگی گفته می‌شود که در زیر قُبَّةُ الصّخره در شهر بیت‌المقدس، فلسطین واقع است.
این صخره، سنگی است که برای سه دین اسلام، مسیحیت، و یهودیت مورد احترام است.
این مکان، از بناهای با اهمیت مذهبی بیت‌المقدس محسوب می‌شود.

## مشخصات صخره
صخره قطعه سنگ یک تکه بزرگی است که در اصل قلهٔ کوهی بوده‌است و لذا سطح بیرونی آن به صورت هرم از کف قبه الصخره به اندازهٔ یک متر و نیم بلندتر بوده و برآمده می‌باشد. این صخره که سخت است دارای رنگ سفید مایل به کرم و تقریباً مانند نوعی مرمر به نظر می‌رسد. در أثر زلزلهٔ سال ۱۰۶۷، تَرکی بر روی صخره ایجاد شد که هم‌اکنون قابل مشاهده‌است.
طول صخره از شمال به جنوب ۵/۱۷ متر و عرض آن از مشرق به مغرب سیزده متر و ارتفاع آن یک تا دو متر است.

## صخره در یهود
- صخره محلی است که زمین از آنجا گسترده شده‌است.
- صخره محلی است که بدن آدم از خاک آن خلق شده‌است.
- صخره محلی است که قابیل و هابیل قربانی خود را برروی آن به خدا تقدیم کردند.
- صخره محلی است که ابراهیم فرزند خود اسحق (طبق روایات اسلامی، اسماعیل) را بر روی آن می‌خواست ذبح کند.
- در زمان برپائی معبد سلیمان سال‌ها صخره قدس الاقداس یا مقدس‌ترین مقدسات بوده‌است و صندوق عهد بر روی آن قرار داشته‌است.

## صخره در اسلام
در منابع اسلامی چنین آمده‌است:
- صخره در دین اسلام نزدیکترین نقطه زمین به آسمان است.[۴]
- صخره محلی است که محمد، پیامبر اسلام از روی آن سوار بر براق شده و به معراج رفت.
- صخره محلی است که محمد، پیامبر اسلام در روز وقت معلوم[۵] یعنی روزی پس از ظهور مهدی و رجعت، ابلیس را بر روی آن به قتل می‌رساند.[۶]
- صخره محلی است که اسرافیل بر روی آن خواهد ایستاد و در صور خود به عنوان آغاز روز قیامت خواهد دمید.[۴][۷]